# Аферата в Стайлс
„Аферата в Стайлс“ е първият роман на Агата Кристи, написан през 1916 г. и публикуван за първи път през 1920 г. В романа за първи път се сблъскваме с Еркюл Поаро, инспектор Джап и Артър Хейстингс.

## Посвещение
Агата Кристи посвещава книгата на майка си, с която са били много близки и е имала голямо влияние над живота ѝ. Именно майка ѝ предлага да започне да пише, в резултат на което се появява The House of Beauty, с което започва колебливо писателската ѝ кариера.

## Телевизия
Романът е адаптиран за малкия екран през 1990 г., като част от поредицата за Поаро, с Дейвид Сушей в главната роля.